# Energia nucleară în România
Energia nucleară în România are debutul în 1955 prin constituirea Comitetului de Stat pentru Energie Nucleară, organism ce funcționa pe lângă Consiliul de Miniștri al RPR. Doi ani mai târziu este pus în funcțiune reactorul nuclear de cercetări VVR-S de la Măgurele iar în 25 noiembrie 1961 se înființează organismul de reglementare în domeniul nuclear. 
Prin Hotărârea Consiliului de Miniștri nr.1299/13.06.1968 privind organizarea și funcționarea Comitetului pentru Energia Nucleară se instituie elaborarea programului nuclear național având ca obiectiv industrializarea energiei nucleare prin construirea în țarǎ, pânǎ în 1980, a unor unitǎți nucleare însumând 1000 MWe. Acest comitet primește rolul de autoritate de reglementare, autorizare și control, asigurând urmărirea realizării programului. HCM nr.1301/1968 stabilește componența Comitetului pentru Energia Nucleară, numindu-l pe Horia Hulubei președinte al noii instituții.
Decretul Consiliului de stat nr.870/30.12.1969 stabilește organizarea și funcționarea Comitetului de Stat pentru Energia Nucleară. Pentru asigurarea în țară a bazei materiale se înființează Institutul de Tehnologii Nucleare (1971). România se aliniază la reglementările internaționale - intră în vigoare Acordul de Garanții Nucleare cu Agenția Internațională pentru Energie Atomică de la Viena (INFCIRC/180) (1972). Doi ani mai târziu este emisă Legea Nr.61/1974 pentru dezvoltarea activităților nucleare și apar imediat primele reglementări naționale privind securitatea nucleară și protecția fizică.
În 1976, ca Președinte al CSEN este numit Cornel Mihulecea și va păstra această funcție până în 1990, când noua conducere din România îi cere demisia.
La începutul anilor 70 România purta negocieri pentru cumpărarea de reactori nucleari pentru producția de energie, atât cu Canada cât și cu Uniunea Sovietică, evaluând aspectele tehnologice.
Reactorii cu uraniu natural și apǎ grea CANDU au fost aleși pe motive politice. Pentru a nu fi supusǎ la presiuni politice din partea furnizorilor de tehnologii și materiale nucleare, România dorea o tehnologie care să-i asigure o independențǎ totalǎ. Deoarece îmbogățirea uraniului era o tehnologie ținută sub embargo, România a apreciat că tehnologia de obținere a apei grele era mult mai accesibilǎ.

## CNE Cernavodă
Istoria acestei centrale nucleare începe la sfârșitul anilor 60 când România a fǎcut prima tentativă de a cumpǎra reactori CANDU. Din cauza dificultǎților economice create de inundațiile din anii 1960, 1962 și 1970, proiectul a fost amânat. 
În anul 1977, România și Canada au semnat un acord de cooperare privind utilizarea energiei atomice în scopuri pașnice și au început negocierile pentru realizarea reactorilor CANDU. În decembrie 1978 a fost semnat un contract de licențǎ pentru tehnologia CANDU. Tot atunci au fost semnate contracte pentru servicii de inginerie, asistențǎ tehnicǎ și servicii de procurare necesare pentru realizarea părții nucleare (reactorul CANDU) a Unitǎții 1 de la Centrala nucleară de la Cernavodă. Corporația pentru Dezvoltarea Exporturilor din Canada (EDC) și băncile private au deschis o linie de credit de 1 miliard de dolari canadieni, restul costurilor urmând a fi acoperit printr-un acord de barter cu produse românești.
Aprobarea amplasării Centralei nuclearo-electrice Cernavodă, cu 4 unități de câte 660 MWe fiecare, în amplasamentul Cernavodǎ a fost datǎ prin decret al Consiliului de Stat, în ianuarie 1979. Excavațiile în roca de calcar s-au executat în condiții grele în iarna anului 1978, și s-au finalizat în aprilie 1979. Prima unitate de la CNE Cernavodǎ urma a fi pusǎ în funcțiune în 1985. La sfârșitul anului 1989, prima unitate era realizatǎ doar în proporție de 40-50%. 
În cursul anului 1990, Guvernul Român a invitat o misiune de experți din partea AIEA (misiune PRE-OSART) sǎ inspecteze șantierul de la Cernavodǎ pentru a constata în ce mǎsurǎ lucrările executate îndeplineau cerințele standardelor internaționale de securitate nuclearǎ și calitate. Misiunea AIEA a constatat deficiente serioase și a recomandat finalizarea primului grup, restul fiind trecut în conservare.
În august 1991 RENEL și Consorțiul AECL – Ansaldo (AAC) au semnat un contract pentru finalizarea Unitǎții 1, pusă în funcțiune în 1996. Unitatea 2 a fost finalizată și pusă în funcțiune în 2007. Unitǎțile 3, 4 și 5 sunt în conservare. Din cauza ofertelor costisitoare făcute de firmele occidentale ce au capacitatea financiară de a investi într-un astfel de proiect, atenția României s-a îndreptat către China.

## Industria nucleară

### Combustibilul nuclear
România a fost o țara bogatǎ în resurse minerale, printre care și uraniu. Primele cercetări de evidențiere a unor zăcăminte de uraniu au fost efectuate în nordul Carpaților Apuseni de geologii germani, spre sfârșitul celui de al II-lea razboi mondial. Sfârșitul celui de al II-lea razboi mondial a gasit România în tabǎra aliaților, dar cu toate acestea a trebuit sǎ plǎteascǎ Uniunii Sovietice despǎgubiri de război. Printre produsele luate din România în contul despǎgubirilor de rǎzboi a figurat și uraniul, care a fost folosit în programul nuclear sovietic.
Societatea Sovrom-Kvartit a exploatat toate zăcămintele de uraniu identificate în România pânǎ în anul 1965, minereul fiind trimis în URSS. Dupǎ 1965, exploatarea minereului de uraniu a fost preluată de Trustul de Metale Rare din București, iar minereul uranifer extras a fost stocat în halde depozit în vederea utilizǎrii ulterioare.
Începând din anul 1976, activitatea de dezvoltare tehnologică în domeniul combustibilului nuclear s-a extins la nivel pilot, încercându-se imitarea combustibilului CANDU pe baza informațiilor sumare din documentația de licențǎ furnizatǎ de AECL-Canada. În anul 1996, pe baza asistenței tehnice din partea firmelor canadiene AECL și Zircatec fabrica de la Pitești a fost retehnologizatǎ și calificată sǎ producǎ combustibil CANDU.

### Apa grea
Apa grea a fost un obiectiv principal al programului nuclear românesc. Cercetarea pentru tehnologia apei grele a fost realizată la Secția V-a Cluj a Institutului de Fizică Atomică. În anul 1970 se decide construirea unei uzine pilot pentru apǎ grea la Govora, obiectiv numit ulterior Uzina G. Directorul acestei uzine a fost numit dr. ing. Marius Sabin Peculea. Acest colectiv a pus la punct tehnologia de producere a apei, folositǎ la uzina ROMAG de la Drobeta Turnu Severin.

### Echipamente pentru CNE
Pe lângă capacitățile de producere a apei grele și a combustibilului nuclear au fost construite și alte mari unitǎți industriale: rafinarea zirconiului și fabricarea de componente din aliaje de zirconiu, fabricarea de componente grele pentru reactori, etc. Redimensionarea programului nuclear dupǎ 1990 a condus la dispariția cererii și închiderea majoritǎții acestor capacitǎți.

## Impactul asupra mediului
În România, controlul gospodăririi în siguranță a combustibilului uzat și a deșeurilor radioactive este realizat de către CNCAN.

## Legături externe
- Nuclearelectrica
- CNE Cernavodă Arhivat în 5 septembrie 2011, la Wayback Machine.
- CNCAN
- Agentia Nucleară și pentru Deșeuri Radioactive
- ROMAG
- Compania Națională a Uraniului
- RAAN Arhivat în 23 noiembrie 2007, la Wayback Machine.
- ROMATOM Arhivat în 17 august 2011, la Wayback Machine.
- AREN Arhivat în 23 iunie 2012, la Wayback Machine.
- Institutul de Cercetări Nucleare Pitești Arhivat în 23 septembrie 2018, la Wayback Machine.